# Palais magistral (Rome)
Pour le palais situé à Malte, voir Palais magistral (Malte).
Le palais magistral (en italien : palazzo Magistrale), est le siège officiel de l'ordre souverain de Malte où réside le grand maître. Il est situé via Condotti dans le municipio I au centre de Rome, à quelques pas de la place d'Espagne. Il jouit du statut d'extraterritorialité de la part du gouvernement italien et est la propriété de l'Ordre.
Le palais fut légué à l'Ordre en 1629 par son représentant à Rome, Antonio Bosio. Dans un premier temps, le palais fut le siège de l'ambassadeur de l'Ordre de Malte auprès des États Pontificaux. Deux siècles plus tard, en 1834, il devient la résidence du grand maître et le siège du gouvernement lorsque l'Ordre arrive à Rome.
Deux drapeaux de l'Ordre flottent à l'entrée du palais magistral. L'un est le drapeau de Saint Jean - le drapeau d'État - et l'autre, le drapeau des œuvres hospitalières de l'Ordre. Le drapeau personnel du grand maître est hissé lorsqu'il y est présent. C'est dans ce palais que sont reçus les chefs d'État, les ambassadeurs et les personnalités des entités de l'Ordre et où se réunissent ses organismes gouvernementaux.
Le palais abrite également une bibliothèque, les archives de l'Ordre, la monnaie et les postes magistrales, ainsi qu'un centre médical.
Il existe un autre édifice, la villa du prieuré de Malte qui comme son nom l'indique est le siège du prieuré de Rome et qui jouit également du statut d'extraterritorialité depuis 1869.

## Galerie

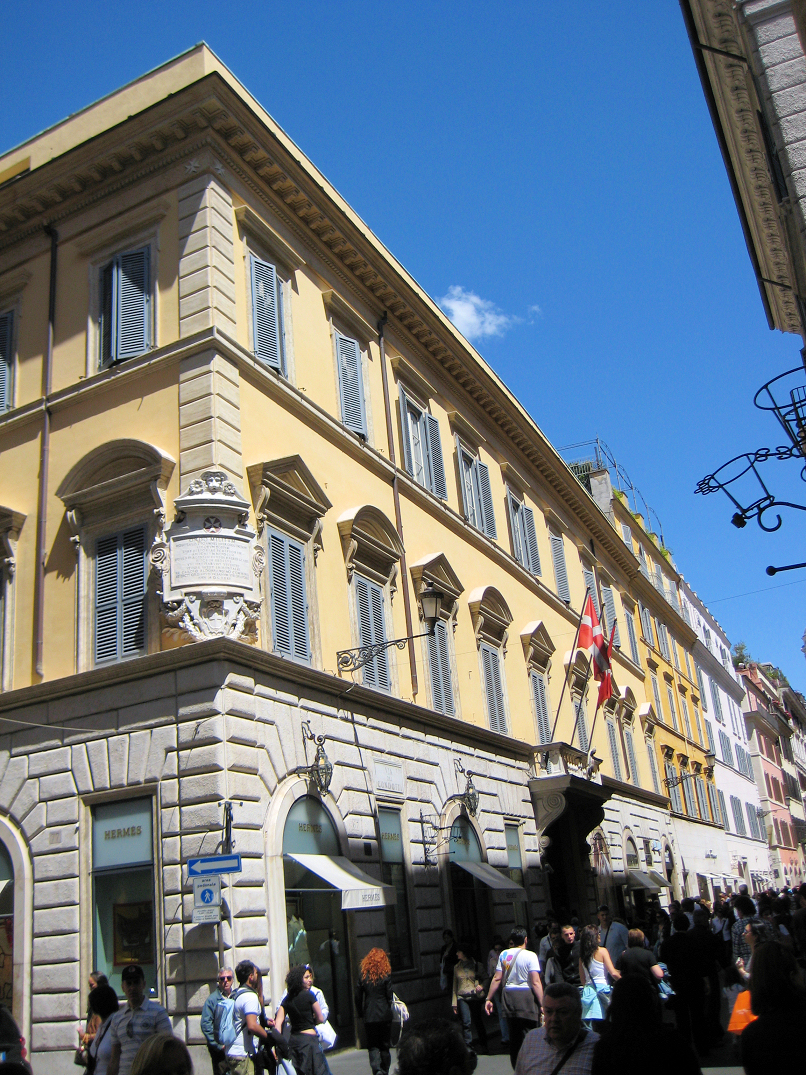
Le palais des Chevaliers de Malte
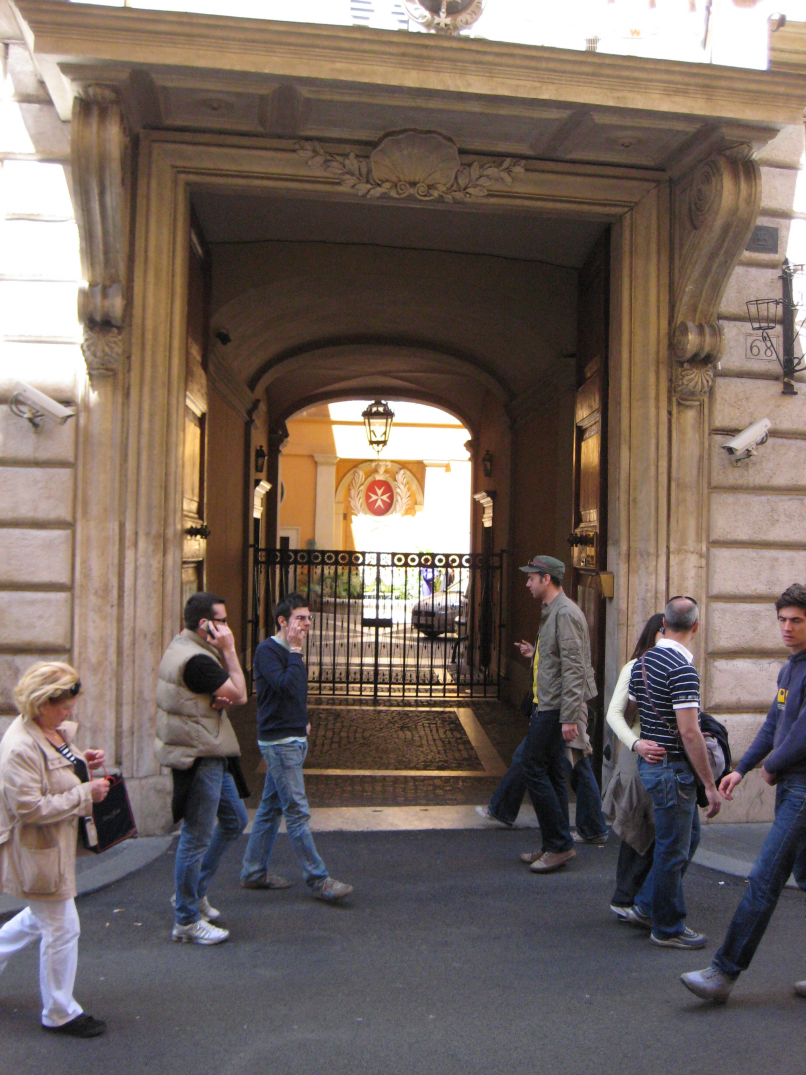
Entrée
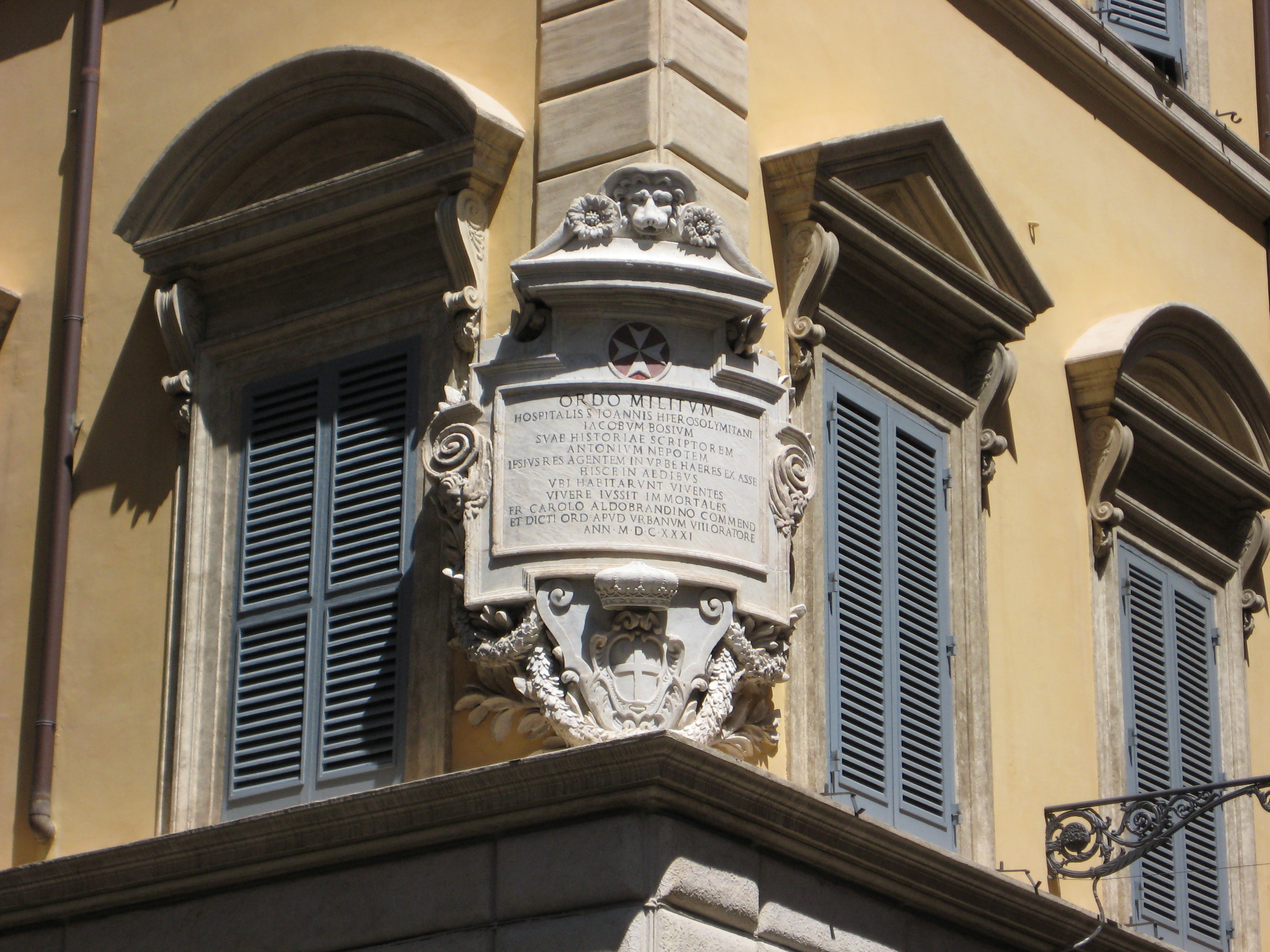
Palazzo Magistrale